# Бериліоз
Бериліоз (інша назва хронічна бериліозна хвороба, абревіатура англ. CBD) — професійне захворювання, яка виникає внаслідок запалення сполучної тканини легенів під впливом вдихання пилу або пари, що містять берилій. До бериліозу в основному схильні працівники космічної промисловості. Найтоксичнішими сполуками берилію є фтороксид, фторид і хлорид берилію.

## Група ризику
Хронічна берилієва хвороба розвивається у учасників таких виробництв, як керамічне, електроніка, приготування стоматологічних сумішей, технологія виробництва ядерної зброї, виділення металів і аерокосмічні дослідження (Newman, 1993). У людей з такими порушеннями виявляється амінокислота Glu69 у глікопротеїну клітинної поверхні HLA-DPбета1, що бере участь в розпізнаванні антигенів (Richeldi et al., 1993).  (більш детально HLA-DPбета1-Glu69) є генетичним маркером і його локалізація в ключовому імунологічному локусі дозволяє припускати роль імунної відповіді в даному захворюванні.
У пацієнтів з хронічною хворобою легенів, негативно заряджений Glu розташований в положенні 69 замість позитивно зарядженого лізину. Цей Glu може сприяти попаданню берилію в механізм антигенного розпізнавання та вироблення імунної відповіді.
Лише у частини людей, які зазнали впливу берилію розвивається берилієва хвороба, і це пов'язано, по-перше, з гетерогенністю, а, по-друге, зі складною взаємодією металу з генетичною конституцією індивідуума. Проводячи генетичний відбір на робоче місце, можна більш ефективно виявляти сприйнятливих до берилію індивідуумів.
Поки нічого не відомо про спадкування HLA-DPбета1-Glu69, однак знання генетичного маркера має допомогти у вивченні успадкованого і перевазі його при берилієвої хвороби легенів, що допоможе запобігти цьому захворюванню в масштабах великих популяцій.
Пил і пари берилію дуже небезпечні ураженням легень і розвитком системних ускладнень. Завдяки його стійкості щодо руйнації та «зношування» цей метал отримав широке застосування в сплавах, виготовленні інструментарію і в літакобудуванні. Ризик, пов'язаний з використанням цього металу, був відомий ще з 2-ї Світової війни. Берилій використовувався в люмінесцентних лампах, а раптовий розрив цих трубок здатний завдати епізодичний, але відчутної шкоди вибух. Використання берилію в люмінесцентній лампі було припинено насамперед саме через бериліоз. Найбільшому ризику піддаються робітники, які працюють у сфері видобутку цього металу, виготовлення плавок і інструментарію. Бериліоз розвивається також у людей, які живуть поблизу об'єктів, що виділяють пил, пари або дим, який містить цей метал. За незрозумілих причин існує індивідуальна схильність до бериліозу, приблизно у 2 %. Бериліоз має тенденцію найчастіше виникати у тих, хто повертається до своєї ризикованої професії, яку вони залишили на досить тривалий час. Використання шкірних тестів показало, що у хворих на бериліоз розвивається пізня позитивна гіперсенсибілізація на цей метал, яка пояснює надчутливість у розвитку бериліозної інтоксикації. Доведено, що T-лімфоцити чутливі до берилію. Вважається, що цей метал з'єднується з протеїнами хворого і провокує проти себе імунну реакцію, що дозволяє вважати бериліоз аутоімунним захворюванням. Проникнення берилію або у вигляді дрібних частинок, або у вигляді оксидів або солей в однаковому ступені супроводжується розвитком бериліозу. Залежно від розчинності та концентрації берилію вдихає повітрі розвиваються два типи пневмоконіозу: гострий і хронічний бериліоз, останній найчастіший. Гострий бериліоз зазвичай виникає при попаданні в організм розчинних кислих солей берилію. Розвивається гостра бронхопневмопатія. Клінічно вона з'являється сухим кашлем, утрудненим диханням, гарячкою і астенією. Мікроскопічно така пневмопатія носить характер «гострої хімічної пневмонії». Різко виражений набряк, стінка альвеол інфільтрована полінуклеарними нейтрофілами, у складі ексудату домішка еритроцитів і фібрину. Через кілька днів в ексудаті з'являються макрофаги і лімфоцити. Потім відбувається внутрішньоальвеолярна організація ексудату (карніфікація) і паралельно розвивається міжальвеолярний фіброз. Протягом декількох тижнів хворі можуть загинути від легеневої недостатності. У менш тяжких випадках спостерігається повне вилікування. При гострому бериліозі гранульом немає. Хронічний бериліоз часто називають «гранулематозний бериліоз», тому що він характеризується розвитком дрібних гранульом, які нагадують туберкульозні або саркоїдозні. Ці гранульоми численні, локалізуються субплеврально в інтерстиціальній тканині навколо дрібних судин і бронхів. Гранульоми складаються з епітеліоїдних, лімфоїдних, плазматичних клітин, а також клітин типу Лангханса або гігантських клітин сторонніх тіл. У гранульомах, а іноді всередині гігантських клітин виявляються три типи включень:
- Голчасті кристалічні включення (спікули) від 3 до 10 нм завдовжки, мають подвійне променезаломлення в поляризованому світлі й складаються з карбонату кальцію;
- Тільця Шаумана, пластинчасті концентричні включення, які можуть досягати 50 нм у своєму найбільшому діаметрі, що складаються з послідовних шарів протеїнів, кальцію і заліза, оточеного маленькими кристалами з подвійним променезаломлення;
- Зірчасті ацидофільні астероїдні тільця, які, як правило, зустрічаються всередині гігантських клітин. Описані включення не є специфічними для бериліоза і в рівній мірі спостерігаються при саркоїдозі та інших пошкодженнях легень. У центрі гранульом може спостерігатися некроз, що є свідченням менш сприятливого перебігу захворювання. Для хронічного бериліоза характерний розвиток прогресуючої дифузної інтерстиціальної хронічної фіброзної пневмонії. Наявність берилію в тканині легень можна ідентифікувати хімічним шляхом. Клінічно гранульоматозна форма розвивається приховано. Термін між початком хвороби і появою симптомів триває від декількох тижнів до декількох десятиліть. Для її розвитку достатньо однієї експозиції вдихання пилу берилію з розірваної люмінісцентної лампи. На відміну від асбестоза бериліоз не спричинює схильності до раку легені. При хронічному бериліозі поряд з ураженнями нирок гранулематозні зміни спостерігаються в печінці, нирках, селезінці, лімфатичних вузлах і шкірі. При попаданні частинок берилію через пошкоджену шкіру розвивається гранульоматозне запалення з утворенням ран, які тривало не загоюються.

Берилієва хвороба пов'язана з хронічною легеневою недостатністю після впливу берилієм і спричинена накопиченням берилій-специфічних білків MHC II (локус HLA) Т-лімфоцитів легень.
Берилій спричинює токсичний пневмоніт, який відрізняється гострим перебігом, і хронічний гранулематоз легких. Останній зустрічається набагато частіше. Щоб встановити професійний характер захворювання, потрібно поцікавитися, чи не працював хворий коли-небудь на виробництві сплавів, кераміки, електроніки, люмінесцентних ламп.
Від початку роботи з берилієм до виникнення бериліоза проходить від 2 до 15 років — залежно від змісту цього металу у вдихуваному повітрі. Функція зовнішнього дихання у хворих на бериліоз або в нормі, або є рестриктивні порушення. При відкритій біопсії легені виявляють гранульоми, настільки схожі на саркоїдозні, що лише виявлення в них берилію дозволяє поставити правильний діагноз.
Аналогічні ураження легень зрідка спричинюють й інші метали для отримання твердих сплавів, — хром, кобальт, діоксид титану, вольфрам, а також порошки алюмінію.